# Sanja Vučić
Sanja Vučić (srbsko Сања Вучић, izgovorjava [sâɲa ʋûtʃitɕ]), srbska pevka, * 8. avgust 1993, Kruševac, Zvezna republika Jugoslavija
Začela je kot glavna vokalistka srbske skupine ZAA. Najbolj pa je postala znana po zastopanju Srbije na Evroviziji 2016 s pesmijo »Goodbye«. Od leta 2017 deluje kot članica pop folk dekliške skupine Hurricane. Leta 2020 vrnila na Evrovizijo 2020 skupaj s skupino Hurricane, bi zastopala Srbijo s pesmijo »Hasta La Vista«, vendar je bilo tekmovanje odpovedano zaradi epidemije COVID-19. Skupina je nato nastopila na Pesmi Evrovizije leta 2021 s pesmijo »Loco Loco«. Nastopile so v drugem polfinalu, ter se uvrstile v finale kjer so zasedle 15. mesto

## Življenje in kariera

### Zgodnja kariera
Osnovno in srednjo glasbeno šolo je končala v Kruševcu, na področju opernega petja. Med študijem je pela v različnih zasedbah, od skupine, ki je izvajala etno glasbo Bele vile, do mestnega jazz orkestra in v cerkvenem pevskem zboru Sveti knez Lazar.

### ZAA
Skupina ZAA je bila ustanovljena leta 2008 v Kruševcu. Vučić pa se je skupini pridružila aprila 2012. Njihova glasba je mešanica stilov ska glasbe, dub-a, postrocka, jazza in punka . Nastopali so v več kot 200 mestih po vsej nekdanji Jugoslaviji, Avstriji, Češki in na Madžarskem. Sanja je kot članica skupine pripomogla pri ustvarjanju albuma z naslovom »What About« leta 2014.

### Pesem Evrovizije
Radiotelevizija Srbija je interno izbrala Sanjo Vučić za predstavnico na izboru za Pesem Evrovizije 2016 v Stockholmu. Tiskovna konferenca, ki jo je organiziral RTS je potekala 7. marca 2016 v Beogradu, kjer je Sanja Vučić tudi predstavila pesem s katero je nastopila na Pesmi Evrovizije. Pesem »Goodbye (Shelter)«, je napisala srbska kantavtorica in glavna vokalistka rock skupine Negative, Ivana Peters.
Sanja je na evrovizijskem odru stala  skupaj s štirimi spremljevalnimi vokalisti in baletnikom, ki je uprizarjal zlorabo žensk o nasilju v družini. V finalu je Srbija nastopila kot 15. po vrsti in se med 26. finalistkami uvrstila na osemnajsto mesto ter dosegla 115 točk. Vučićeva je bila članica mednarodne žirije v češkem nacionalnem izboru za Pesem Evrovizije 2018, ter spet kot članica v prvem polfinalu Francoskega nacionalnega izbora za Pesem Evrovizije 2019.

### Hurricane
Leta 2017 se je Sanja pridružila dekliški skupini Hurricane, ki ustvarja R&B glasbo. Njihove pesmi so v večini v angleščini, pa tudi v maternem jeziku - srbščini.

### Pesem Evrovizije 2020 in 2021
Vučić je s skupino Hurricane zmagala na Beovizije 2020 s pesmijo »Hasta La Vista«, vendar je bilo tekmovanje prestavljeno in tako so nastopile na Evroviziji 2021 s pesmijo »Loco Loco«. V finalu prejele 102 točki (82 točk telefonskega glasovanja) in osvojile 15. mesto.

## Osebno življenje
Trenutno živi v Beogradu, kjer obiskuje Filološko fakulteto, oddelek za arabski jezik in književnost. Govori srbsko, angleško, portugalsko, italijansko, špansko ter arabsko.